# Rohrleitungsbauer

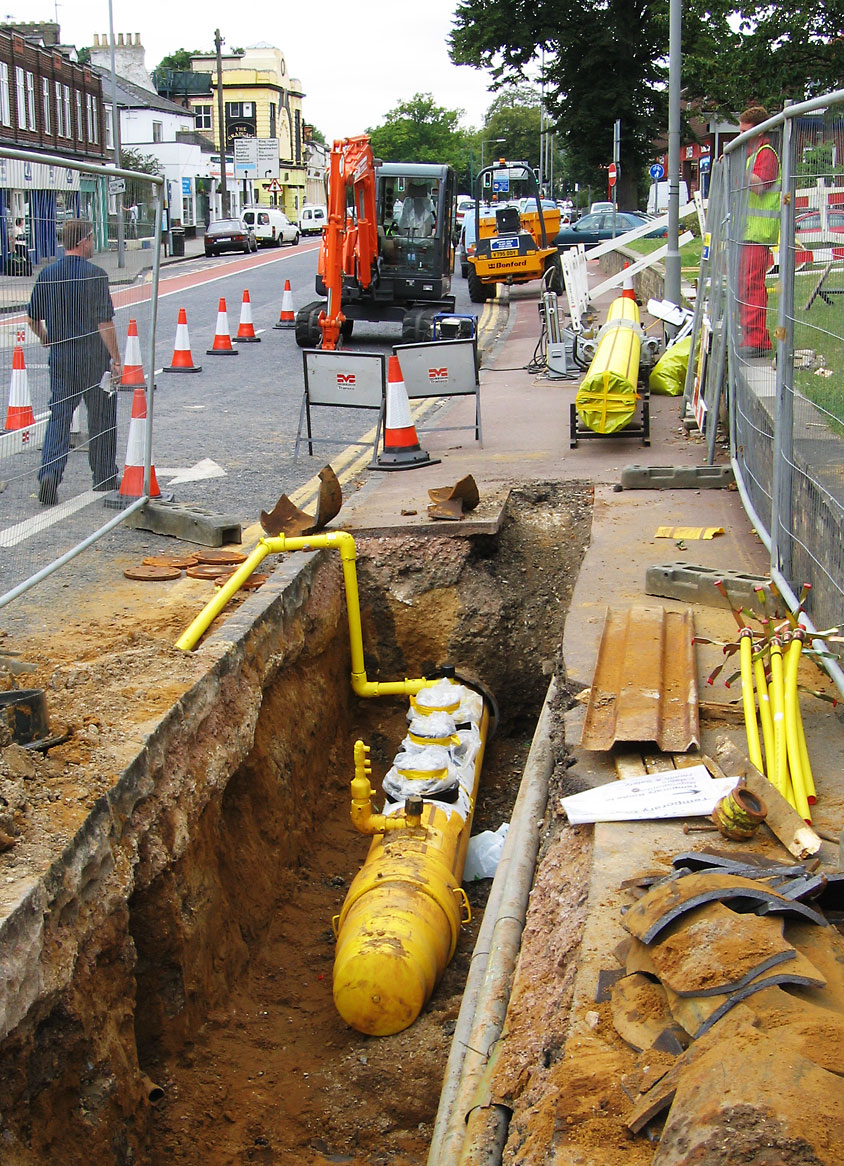
Graben einer Rohrleitungsbaustelle im innerstädtischen Bereich.

Der Rohrleitungsbauer stellt Druckleitungen für Wasser, Gas, Öl, Fernwärme und Abwasser fachgerecht her und führt Instandsetzungsarbeiten am Versorgungsnetz aus. Besonderes Augenmerk liegt dabei auf der Dichtigkeit der errichteten Leitungen, da ein unkontrollierter Austritt des Leitungsinhaltes schlimme Folgen für Gesundheit und Umwelt bedeuten.
Der Beruf ist dem Bauhauptgewerbe zuzuordnen und wird mit Hilfe einer mehrjährigen Ausbildung erlernt. Anstellung finden Rohrleitungsbauer in Bauunternehmen des Tiefbaus sowie bei Betrieben, die Versorgungsleitungen instand setzen.

## Aufgaben
Zu den Tätigkeitsschwerpunkten des Rohrleitungsbauers zählt das Verlegen von Versorgungsleitungen im Graben. Zu diesem Zweck sind Gräben mit Böschung oder mit Verbau auszuheben. Um die Funktionsfähigkeit und den Umweltschutz sicherzustellen, achten Rohrleitungsbauer auf eine dichte Herstellung der Leitungen. Nach Abschluss der Bauarbeiten erfolgt die Wiederverfüllung des Grabens beziehungsweise der Baugrube unter Beachtung einer ordnungsgemäß ausgeführten Bodenverdichtung und die Wiederherstellung der Fahrbahndecke oder Geländeoberfläche.
Neben dem Herstellen der Leitungen sind beschädigte Leitungen vom Rohrleitungsbauer instand zu setzen oder die Dauerhaftigkeit beispielsweise durch Korrosionsschutzmaßnahmen sicherzustellen sowie Rohrreinigungsarbeiten auszuführen. Weitere Aufgaben des Rohrleitungsbauers sind auch die Sanierung und Reparaturen der Rohre sowie deren Instandhaltung. 